# Tjällmo
Tjällmo – miejscowość (tätort) w Szwecji, w regionie administracyjnym (län) Östergötland, w gminie Motala.
Według danych Szwedzkiego Urzędu Statystycznego liczba ludności wyniosła: 518 (31 grudnia 2015), 513 (31 grudnia 2018) i 514 (31 grudnia 2019).